# Kossutiusz
Kossutiusz (II w. p.n.e.) – architekt rzymski działający w starożytnej Grecji.
Został w 174 przed Chr. wezwany do Aten przez Antiocha IV, by ukończyć Olimpiejon. Zmienił porządek dorycki kolumn tej świątyni na koryncki.